# Алханай (национальный парк)
Национальный парк «Алханай» (бур. Алхана) образован Постановлением Правительства Российской Федерации № 533 от 15 мая 1999 года для охраны, изучения и рекреационного использования горно-таёжных ландшафтов Забайкалья, а также для охраны культовых мест бурятского народа.
Парк расположен на территории Дульдургинского района Забайкальского края; администрация находится по адресу село Дульдурга, ул. Гагарина, 47.

## История
Эколого-экономическое обоснование создания парка выполнено в 1996 году научно-общественной организацией «Забайкальский центр по сохранению биоразнообразия» после проведения научной экспедиции по комплексной экологической, природной, историко-культурной и рекреационной оценке территории Алханай и её отрогов. Основываясь на данных материалах, Российский государственный проектно-изыскательский институт по проектированию лесохозяйственных предприятий и природоохранных объектов и ЧИПР (с 2003 ИПРЭК) СО РАН провели проектно-изыскательские работы на значительно большей территории, включающей водосборный бассейн верхнего и среднего течения реки Иля. При этом выяснилось, что на реке Дыбыкса (приток реки Иля) планировалась добыча золота методом кучного выщелачивания, что, несомненно, отрицательно повлияло бы на состояние уникальных природных и зависимых от них культовых комплексов.
| Научные темы национального парка «Алханай» | Научные темы национального парка «Алханай» | Научные темы национального парка «Алханай» |
| Название темы | Дата начала работ                          | Дата окончания работ                       |
| --- | ------------------------------------------ | ------------------------------------------ |
| Геоботаническое описание, учёт редких и исчезающих растений. Полевые исследования динамики растительности на пробных площадях в естественных и нарушенных природных условиях. Определение рекреационной нагрузки. | 2003                                       | продолжается                               |
| Исследование влияния алханайских аршанов на здоровье населения | 2002                                       | 2005                                       |
| Картирование и анализ глиняных вулканчиков на территории национального парка «Алханай» | 2002                                       | продолжается                               |
| Структурно-функциональная организация лесных экосистем, лесной мониторинг. | 2003                                       | продолжается                               |
| Культурно-исторические и этнографические особенности территории национального парка «Алханай» | 2003                                       | продолжается                               |
| Изучение бальнеологических и биогеохимических характеристик территории национального парка «Алханай» | 2002                                       | продолжается                               |
| Разработка туристических маршрутов. | 2003                                       | продолжается                               |
| Выявление и описание археологических памятников территории национального парка «Алханай» | 2003                                       | продолжается                               |
| Структурно-функциональная организация водных экосистем и водный мониторинг. | 2002                                       | продолжается                               |

## География
Границы парка сформированы по бассейновому принципу и проходят по Даурскому и Могойтуйскому хребтам, включая территорию верхнего и среднего течения р. Иля (верховья бассейна р. Амур). Экспликация земель (в тысяч гектаров): 109,6 — леса, 10,3 — сельские леса, 8,9 — пастбища, 6,8 — пашни, 2,5 — пр. Голец Алханай — ядро парка, памятник природы. Вокруг парка образована буферная зона шириной 0,5 км и общей площадью 10,4 тыс га.
Природные комплексы Алханая представляют собой особую экологическую, историческую и эстетическую ценность. В отличие от заповедников, значительные части площади национального парка открыты для регулированного посещения. Среди задач парка — разработка и внедрение научных методов сохранения природных комплексов в условиях рекреационного использования, экологическое воспитание и просвещение населения, развитие экологического, познавательного и паломнического туризма. Для успешного решения задач в парке выделены следующие основные зоны: заповедная, места массового отдыха со специально разработанными туристическими маршрутами, а также зона объектов или участков, где ведутся научные исследования.
Территория национального парка уникальна и в геологическом плане — это узел геологических памятников природы местного статуса (по научной классификации объектов геологического наследия). В парке выделяются Алханайский палеовулканарий, представленный лавами преимущественно среднего, реже основного состава; подводящие каналы (некки) расплавов; кальдера обрушения в верховье пади Убжогое; различные по морфологии останцы выветривания лав и туфов, являющиеся предметами культовых и религиозных обрядов; нагорные террасы; Онон-Туринский глубинный разлом. На значительной территории парка развиты игнимбриты — туфы «палящих туч», возникающих при взрыве вершины вулкана на заключительных этапах его действия. Кроме того, в средней части пади Убжогое, в останцах, обнаружены отложения вулканических озёр, приуроченных к кальдере. Это пепловые туффиты с отпечатками временных обитателей вулканических озёр — конхострак Palaeolynceus, насекомых и растений. С Онон-Туринским разломом связаны повышенная трещиноватость, сульфидная минерализация, окварцевание, появление жил с турмалином и т. д. Возраст продуктов вулканической деятельности — средне—поздняя юра (петрографические, тектонические, геоморфологические типы геологических памятников). По периферии вулканария развиты валунно-галечные конгломераты — осадки горной реки раннеюрского этапа, предшествующего излиянию лав вулкана Алханай. В районе Илинских озёр известен грязевой вулканизм: напорные межмерзлотные воды разжижают кангильские глины плиоцен-плейстоценового возраста и те, изливаясь, образуют мини-конусы высотой до 60 см с отчётливым каналом излияния.
Рельеф национального парка среднегорный с абсолютными высотами до 1 000—1 200 м. Основные типы рельефа представленные на территории парка — среднегорный денудационный, развитый на породах рифея, протерозоя и юрских гранитах, и равнинный аккумулятивный рельеф на озерно-аллювиальных песках. Средне- и сильнорасчлененный среднегорный денудационный рельеф составляет 80 % территории парка.

## Фауна
На территории национального парка зарегистрировано более 120 видов позвоночных животных, являющихся представителями 4 классов — земноводных, пресмыкающихся, птиц и млекопитающих.
В фауне парка описано около 160 видов насекомых, 2 видов амфибий, 4 рептилий, 95 птиц, 23 млекопитающих и 17 — рыб. Здесь встречаются бурый медведь, лось, изюбрь, кабарга, сибирская косуля, соболь, горностай, колонок, рысь, волк, лисица, заяц, черный аист, гуменник, лебедь-кликун, беркут, красавка, в реках обитают таймень, ленок, хариус.
В прилегающей акватории национального парка (рек Убжогое, Дульдурга и Иля, озера Бальзино и Алханайские) отмечено 18 видов рыб, относящихся к 9 семействам.
| Виды, включённые в Красную книгу РФ | Виды, включённые в Красную книгу РФ |
| Название                            | Научное название                    |
| ----------------------------------- | ----------------------------------- |
| Беспозвоночные                      |                                     |
| Обыкновенный аполлон                | Parnassius apollo                   |
| Птицы                               |                                     |
| Беркут                              | Aquila chrysaetos                   |
| Дрофа                               | Otis tarda                          |
| Чёрный аист                         | Ciconia nigra                       |

## Флора
Для Алханая характерно большое ландшафтное разнообразие, обусловленное высотной поясностью, проявляющейся в смене почв, растительности и климата. Здесь сочетаются степи, луга, леса, скалистые горы, курумы, реки с водопадами (см. вкл., фото 231). Расположение парка на границе пояса бореальных лесов Евразии и великих степей Даурии имеет особое биосферное значение и обусловливает, в результате взаимопроникновения различных фаун и флор, значительное видовое разнообразие. На тер. «А.» известно более 600 видов растений, в том числе 130 видов мхов.
Около 180 видов растений находят применение в официальной и народной, в том числе тибет. медицине. Наиболее ценные — родиола розовая, астрагал перепончатый, шлемник байкальский, ревень компактный, лофант китайский, вздутоплодник сибирский и многие другие.

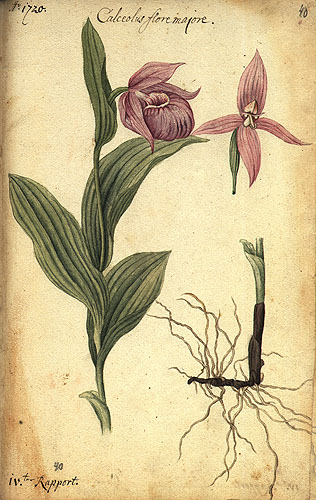
. Ботаническая иллюстрация из Архива Российской Академии наук в Петербурге (ПФА РАН. Ф. 98. Оп. 1. Д. 20); неизвестный художник, работавший в экспедиции Д. Г. Мессершмидта в 1720 году.

На территории национального парка встречается более 340 видов растений, из них плауновидные — 2; папоротниковидные — 1; голосеменные — 6; покрытосеменные — 332. В составе флоры территории зарегистрированы около 20 видов, нуждающихся в охране.
| Виды, включённые в Красную книгу РФ | Виды, включённые в Красную книгу РФ |
| Название                            | Научное название                    |
| ----------------------------------- | ----------------------------------- |
| Покрытосеменные                     |                                     |
| Венерин башмачок крупноцветковый    | Cypripedium macranthon              |
| Лук алтайский                       | Allium altaicum                     |

## Культура
Алханай отличается от других национальных парков России наличием природно-культового комплекса святынь северного буддизма. Буддизация местности относится к началу XIX в. и связана с деятельностью Намнанай-ламы (гелонг Шагдар, учитель Агвана Доржиева). Летом 1991 эти места посетил глава буддийского духовенства Далай-лама XIV Данзан Жамсо. В честь его пребывания возведён буддийский памятник — ступа. В комплекс входит более 20 культовых объектов, среди которых наиболее известны и почитаемы Маанин Шулуун (каменная стела с высеченным тибетским текстом мантры), Димчиг Сумэ (Храм Бога Димчиг — хозяина горы), Нара Хажад (Небесная Музыкантша), Уудэн Сумэ (Храм Ворота (см. Алханайские Ворота)), Дорже Пагмын Сумэ (Храм Алмазной Царицы — супруги хозяина горы), «Щель грешников», Эхын Умай (Чрево Матери), Главное обоо, Обоо на вершине, Зурхэн Шулуун (Каменное Сердце), Хорео Шулуун (Каменный Забор) и др. Одним из важнейших природно-культовых объектов является вершина г. Алханай, представляющая собой плоскую площадку округлой формы диаметром ок. 40 м из щебня и мелких скальных обломков. Посещение святых мест даёт возможность духовно приобщиться к древней философии буддизма, отличающегося особо трепетным отношением к природе. Ежегодно на Алханае совершается обряд гороо — обхождение вокруг святых мест по часовой стрелке. Существует малое и большое гороо. Малое гороо проходит внутри комплекса святынь по маршруту руч. Сухое Убжогое — Димчиг Сумэ — Уудэн Сумэ — Эхын Умай — руч. Сухое Убжогое. Большое гороо — круговой маршрут вокруг г. Алханай — занимает 4 дня. Кроме того, ежегодно летом на Главное обоо и Уудэн Сумэ совершаются буддийские молебны с широким участием населения.

### Алханайские ворота
Алханайские ворота — массивная скала-останец, памятник природы регионального значения (Решение Чит. облисполкома № 28 от 14.1.1980). Располагается на отрогах Могойтуйского хребта, по левому борту пади Убжогое на территории национального парка Алханай, в 25 км к северо-северо-западу от с. Дульдурга. Общая площадь памятника природы 2 га. Останец представлен 2 скальными выступами, между которыми образовалась сквозная арка размером 7×7 м, над аркой нависает карниз высотой от 5 до 10 м. Южный выступ шириной 20 м и высотой 30 м протягивается вниз по склону к руч. Убжогое среди курумников на расстояние до 30 м. Вдоль склонов тянется «каменная тропа». Северный выступ поднимается вверх по крутому склону от арки, его длина до 13 м, ширина 10 м, высота от 5 до 15 м. Останцы сложены трахиандезитами и андезито-дацитами, состоящими из вкрапленников белого плагиоклаза в тёмном вулканическом стекле. На западных и северо-западных участках скалы растут берёза, таволга, малина и бузина. Глыбы курумов покрыты лишайниками, мхами, встречаются папоротник щитовник, чистотел. Из млекопитающих обычны пищухи. В фауне птиц преобладают такие виды, как сойка, кедровка, большая синица, буроголовая гаичка. Памятник природы, согласно функциональному зонированию нац. парка, расположен в особо охраняемой зоне, где разрешены путешествия по обозначенным маршрутам, познавательные экскурсии, организованные отделением по туризму парка. Алханайские ворота являются культовым буддийским объектом. На внутренней стороне арки расположены петроглифы — наскальные рисунки древних людей. В центре арки находятся буддийские памятники: ступа и молельня. Назначение памятника духовное, учебнопросветительское, эстетическое, туристское.

## Достопримечательности
Памятники природы и культовые места: гора Алханай, храм Великого блага, скала Сэндэма, скала Храм Ворота, Доржи-Пагман (Алмазная царевна).
На территории национального парка Алханай в ущелье Убжогие, на скальной гряде с естественной каменной аркой, известной как Храм-Ворота, расположены 3 группы рисунков, выполненных красной и жёлтой охрой, изображающих стилизованных животных, человечков, палочки, косые кресты. Одну из групп перекрывает буддийская ритуальная надпись. Петроглифы отнесены к 1-му тысячелетию до н. э. Впервые отмечены в 1977 А. П. Окладниковым.

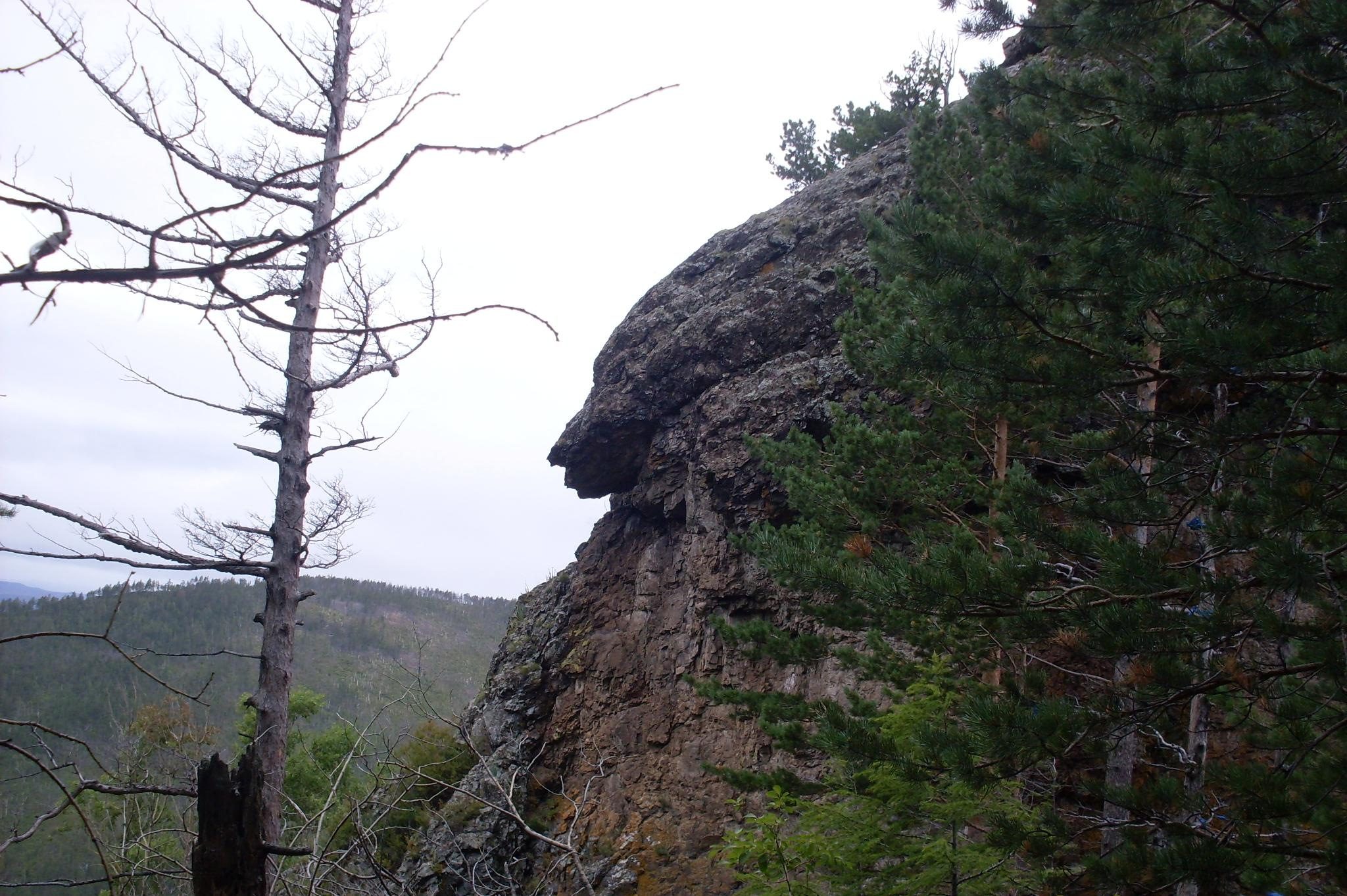
Скала Сэндэма
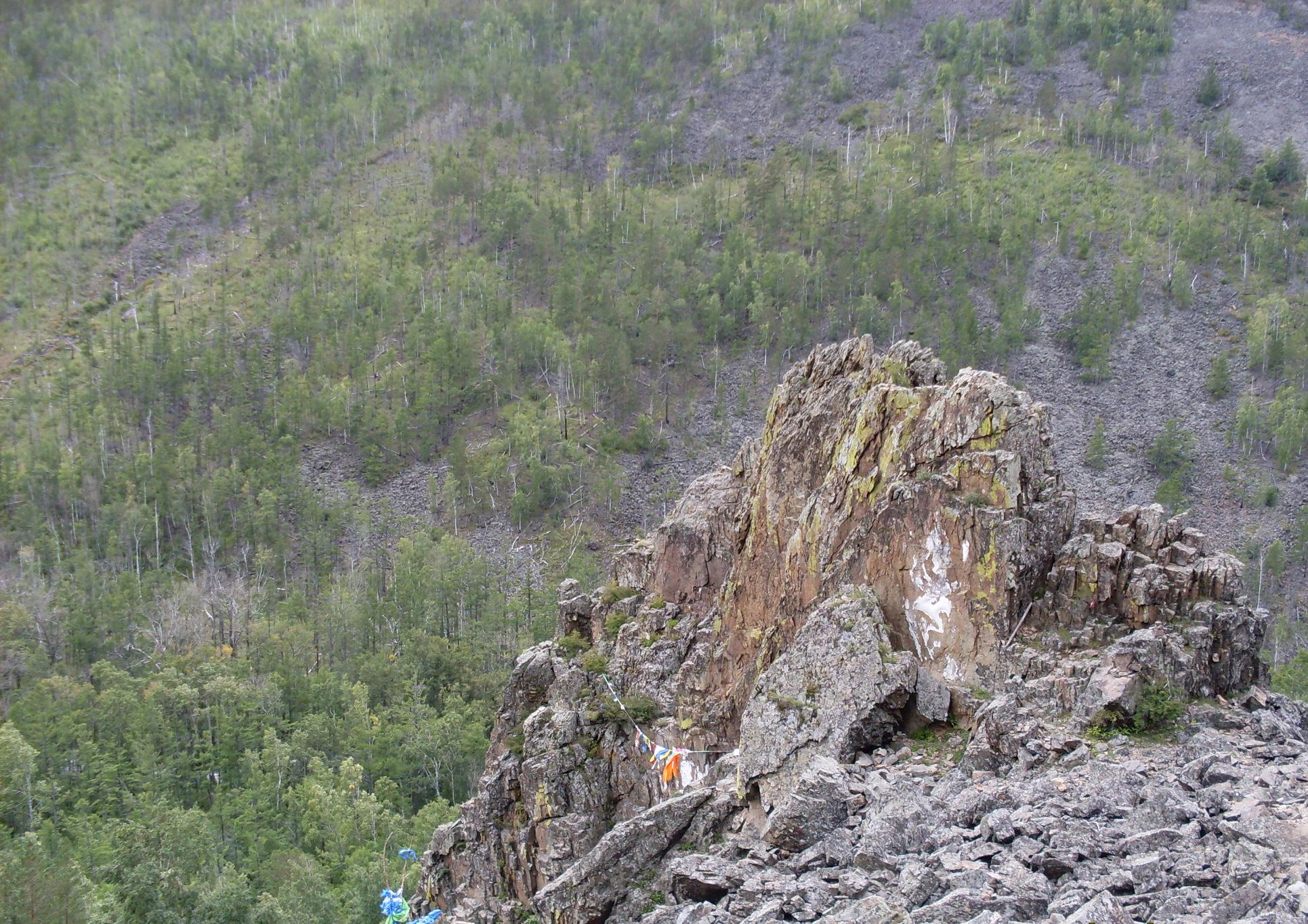
Скала Храм Ворота

## Туризм
Интерес к парку возрастает со стороны как паломников, так и туристов. Воды аршанов (источников) считаются святыми, используются населением в лечебных целях. Рекреационная зона находится в долине горного руч. Сухое Убжогое. В июле — августе максимальное количество посетителей Алханая за день доходит до 2 тыс. чел., в среднем за летний период (июнь — середина сентября) парк посещает более 30 тыс. гостей. Ведётся строительство рекреационного центра. Национальный парк находится в ведении Федеральной службы по надзору в сфере природопользования.
В парке разработано и действует более 10 научно-познавательных туристических маршрутов: пешие, автомобильные и комбинированные.

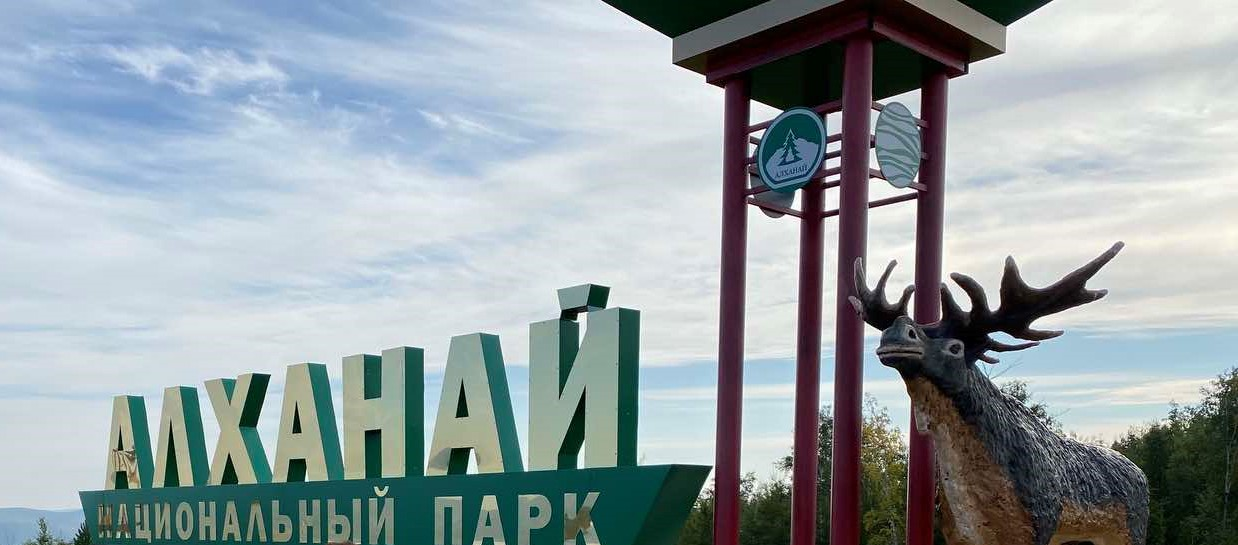
При входе в парк Алханай
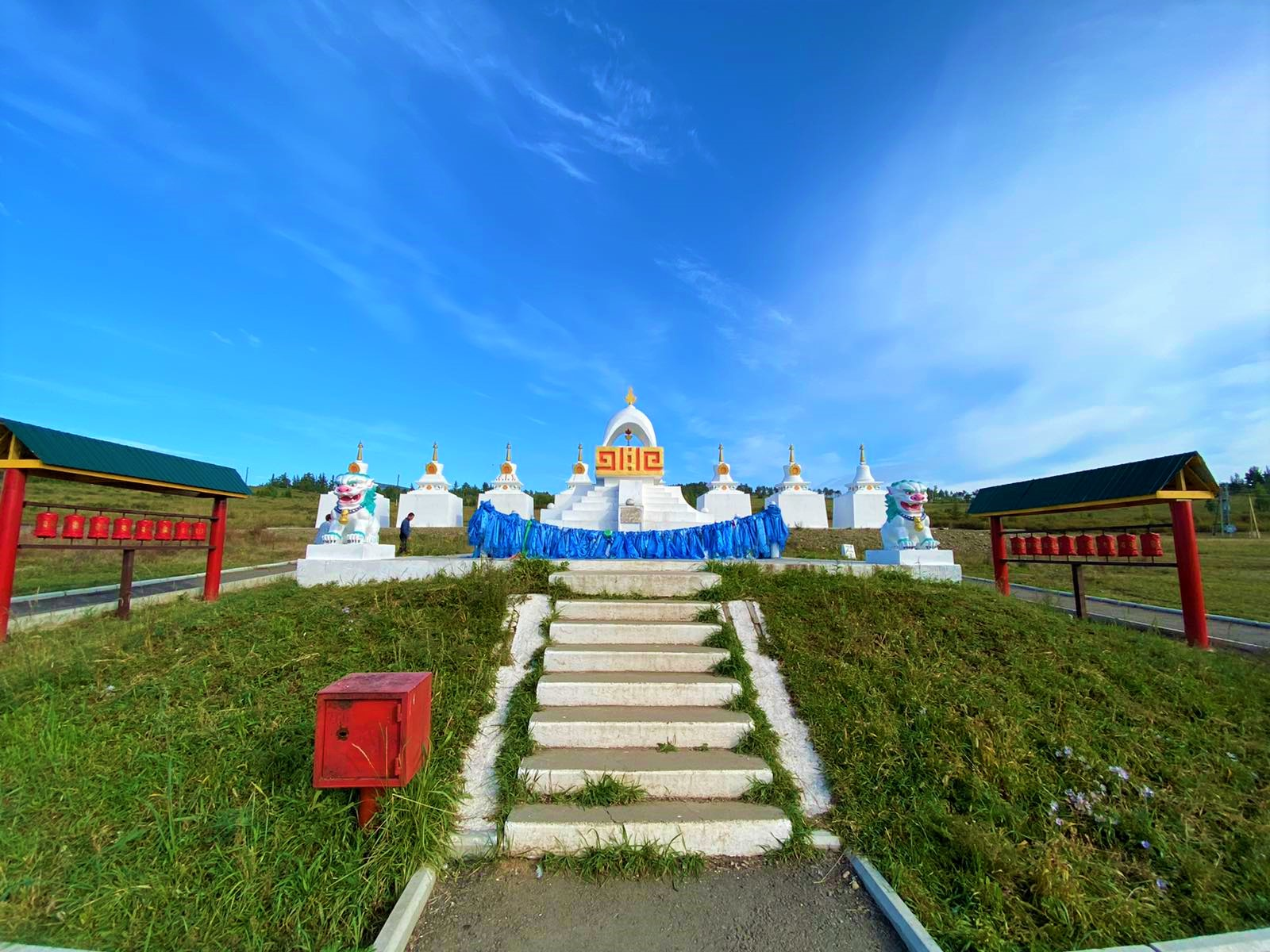
Субурганы на территории парка
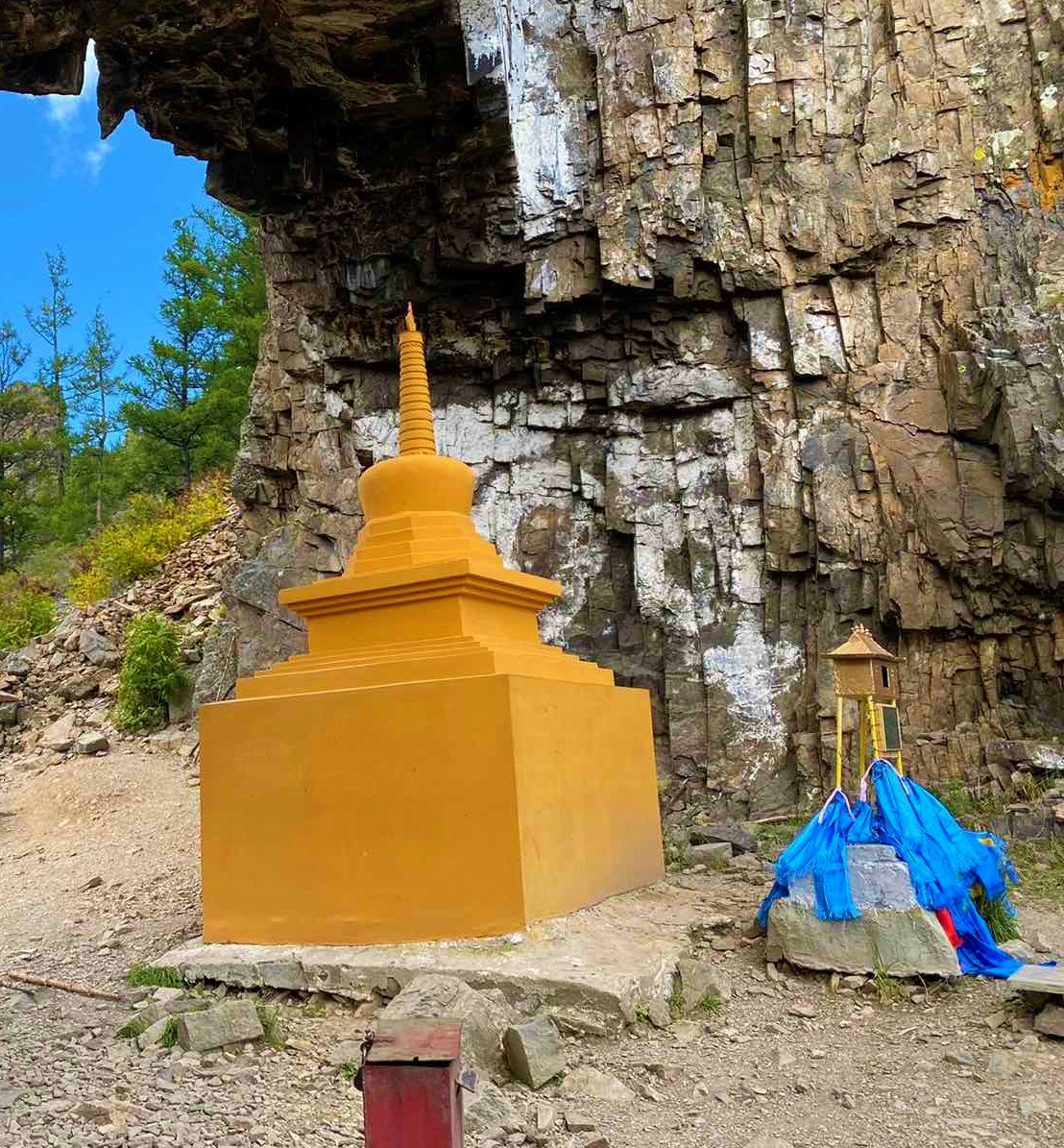
Алханайские ворота. Субурган на горе
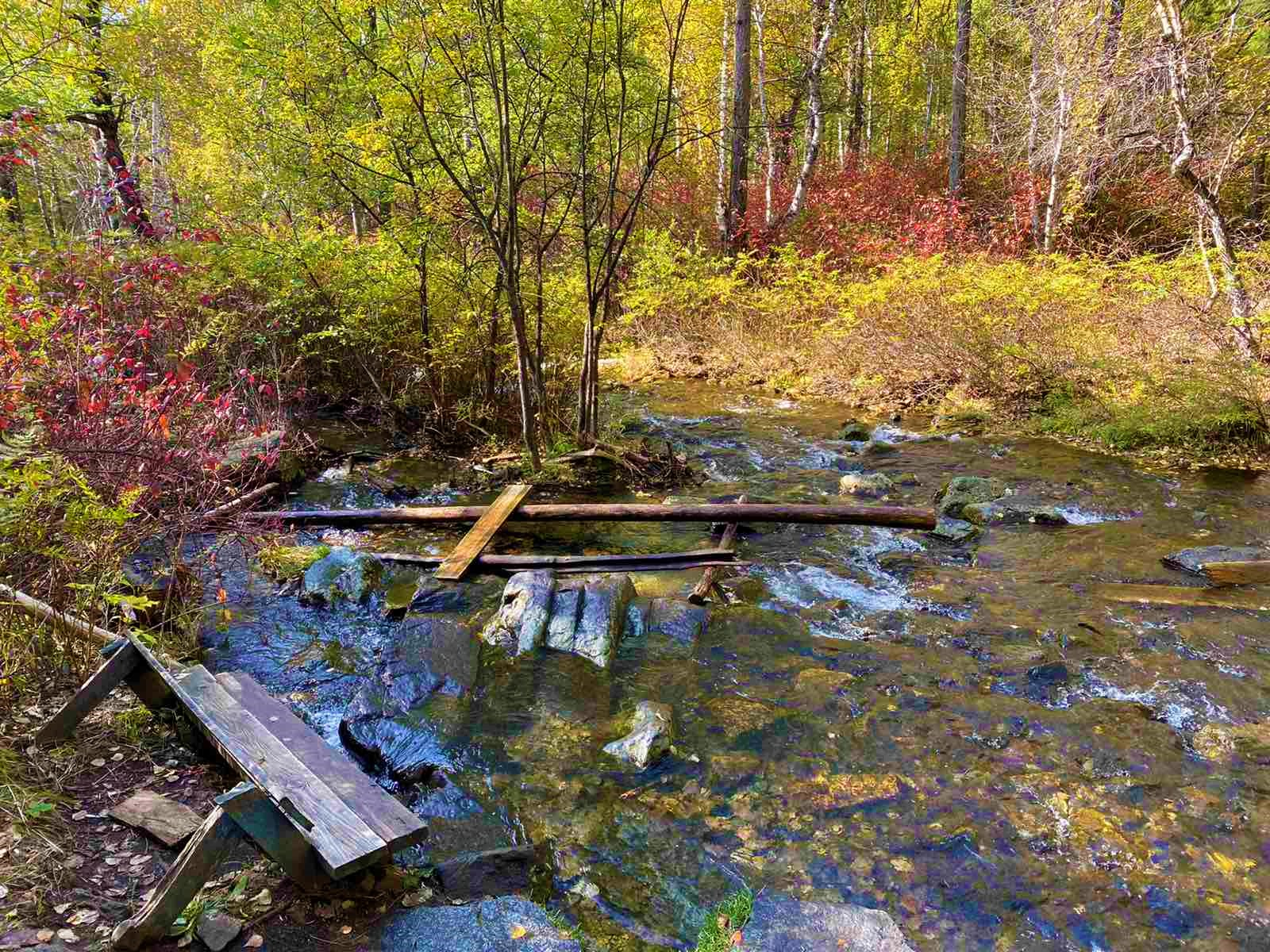
Родник с целебной водой (аршан)
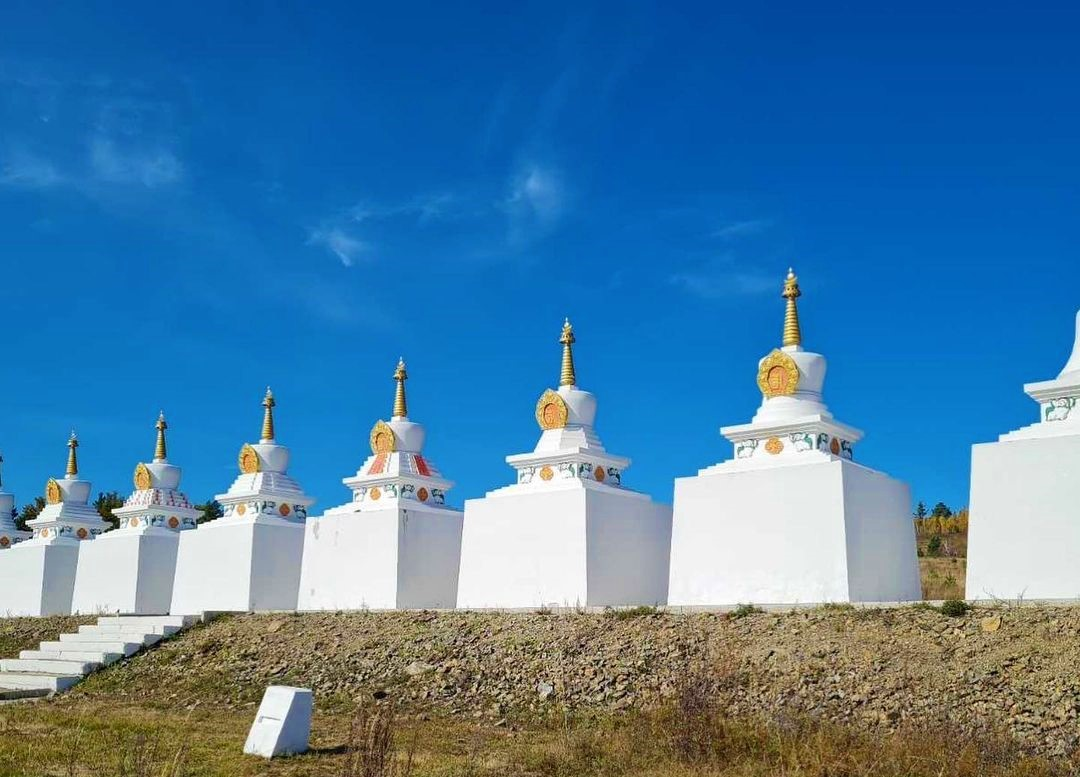
Буддийские ступы на территории парка
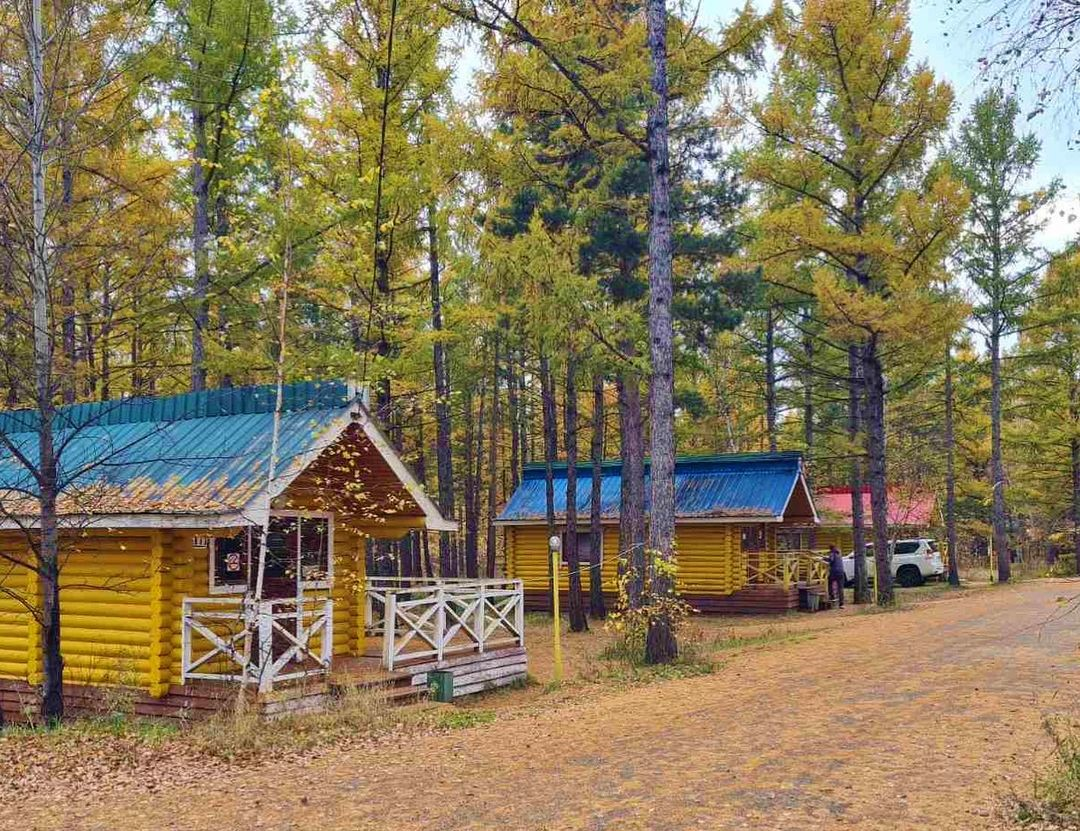
Туристический кемпинг в рекреационном центре